# BOP-Reagenz
Das BOP-Reagenz ist ein Kupplungsreagenz, das früher in der Peptidsynthese verwendet wurde. Es wurde 1975 von Bertrand Castro et al. entwickelt. Da die Reaktion mit BOP das Karzinogen HMPA freisetzt, wird stattdessen zunehmend PyBOP eingesetzt.

## Gewinnung und Darstellung
BOP-Reagenz wurde zunächst hergestellt durch Umsetzung von Hexamethylphosphorsäuretriamid mit Tetrachlorkohlenstoff in Gegenwart von 1-Hydroxybenzotriazol, gefolgt von einem Ausfällen des Phosphoniumsalzes durch Anionenaustausch mit Kaliumhexafluorophosphatlösungen. Es wurde dann später durch Umsetzung des billigeren Hexamethylphosphorsäuretriamid mit Phosgen zu den Chlorophosphoniumchlorid-Zwischenprodukt, anschließender Behandlung des letzteren mit 1-Hydroxybenzotriazol und einer Base, sowie folgender Ersetzung des Phosgen durch Phosphoroxychlorid gewonnen.